# Umbraco
Umbraco is een contentmanagementsysteem voor het bewerken en beheren van dynamische webpagina's. Deze opensourcesoftware is in de programmeertaal C# geschreven en op ASP.NET gebaseerd. Aanvankelijk werd alleen Microsoft SQL Server als database-systeem gebruikt, maar sinds de vierde versie kunnen ook MySQL en VistaDB gebruikt worden.
De software is in 2000 bedacht en ontwikkeld door de Deense hacker Niels Hartvig. In 2004 werd de achterliggende code als open source uitgegeven.